# Pegizei

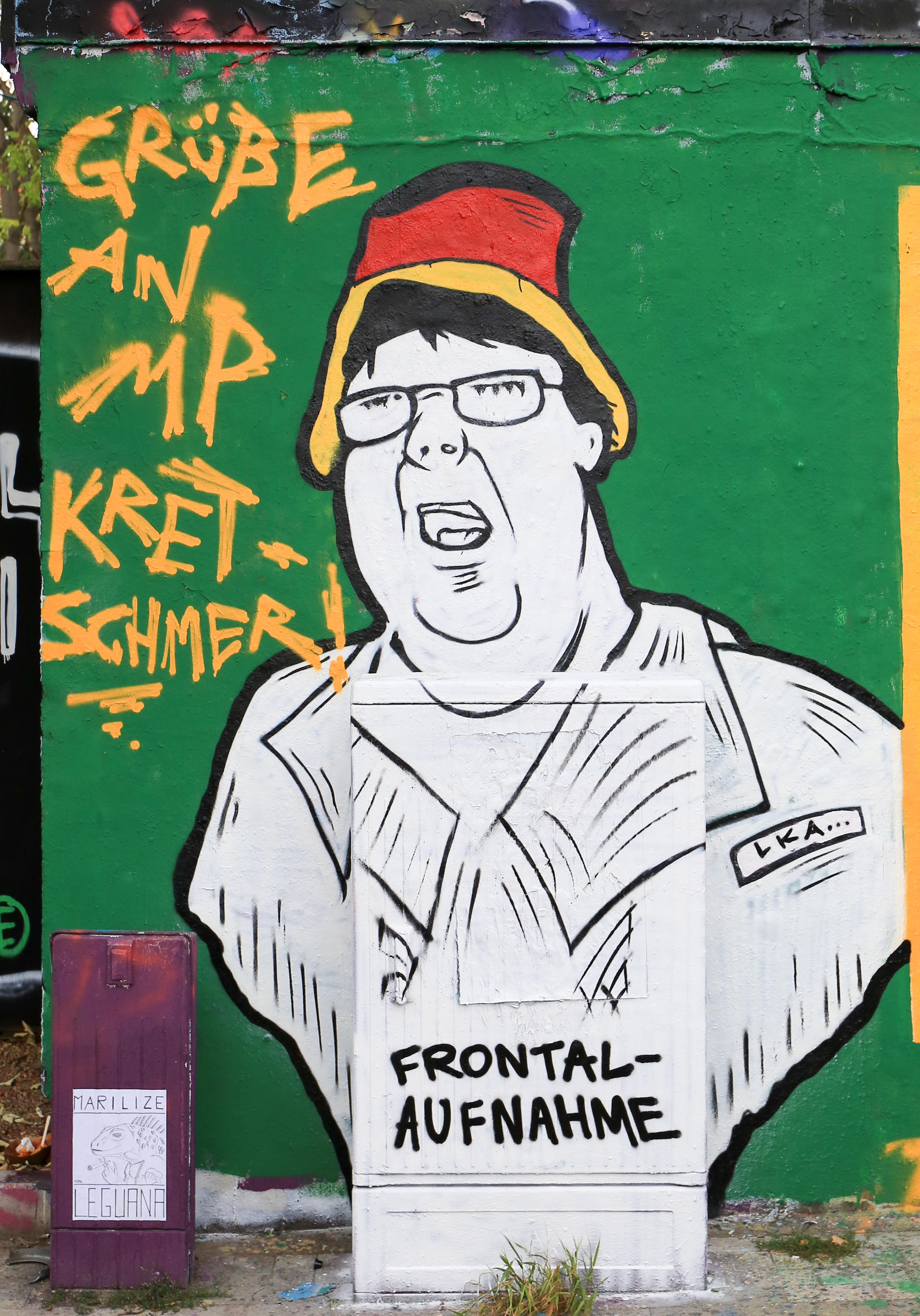
Graffito mit dem Konterfei des „Hutbürgers“ im Szeneviertel der Dresdner Neustadt

Unter dem Hashtag #Pegizei, ein Kofferwort aus Pegida und Polizei, wurde ein Vorfall
zwischen Polizisten und einem Reporterteam von Frontal21 des Senders ZDF bekannt. Am 16. August 2018 wurden die Journalisten  in Dresden von der Polizei – nachdem zwei Pegida-Demonstranten nacheinander zu Unrecht Strafanzeige wegen Verletzung der Persönlichkeitsrechte und Beleidigung gegen einen Kameramann des Senders erstattet hatten – mindestens 45 Minuten kontrolliert und dadurch in ihrer Tätigkeit behindert. Am 21. August 2018 berichtete das ZDF-Politmagazin Frontal21 über die Vorfälle im Hintergrund des Besuches der Bundeskanzlerin am 16. August 2018 in Dresden.
In der Folge fand dieser Fall ein breites, teilweise internationales, Medienecho und löste eine Debatte zur Pressefreiheit in Deutschland aus sowie eine Diskussion über die Polizei Sachsen und eine politische Kontroverse um Ministerpräsident Michael Kretschmer.

## Hergang
Am 16. August 2018 filmte ein Journalistenteam mit dem Investigativjournalisten Arndt Ginzel und dem Kameramann Gerald Gerber für die Sendung Frontal21 Demonstranten auf dem Weg zwischen zwei Protesten anlässlich eines Besuches von Bundeskanzlerin Angela Merkel in den Sächsischen Landtag in Dresden. Ins Bild kam in der Menschenmenge auch ein Demonstrant mit einem auffälligen Anglerhut in Schwarz-Rot-Gold, der gerade mit Fingerzeig auf den Kameramann „Lügenpresse!“ skandiert hatte. Er ging direkt auf die Kamera zu und forderte den Kameramann mit „Sie haben mich ins Gesicht gefilmt! Das dürfen Sie nicht! Sie begehen gerade eine Straftat!“ auf, Frontalaufnahmen von ihm zu unterlassen. Als dieser mit „Gehen Sie doch weiter!“ die Aufnahme fortsetzte, forderte der Demonstrant den Kameramann auf, mit ihm zu den Polizisten in Sichtweite zu gehen. Daraufhin prüften diese Personal- und Presseausweise des Kameramanns und des dazugekommenen Journalisten. Nach geltendem Medienrecht dürfen Journalisten aber die Teilnehmer öffentlicher Demonstrationen filmen, auch die nahe Gesichtsaufnahme, die der Demonstrant durch Herantreten an die Kamera selbst verursacht hat, war nicht illegal; entsprechend bezeichnete der Kriminologe und Jurist Christian Pfeiffer das aggressive Verhalten des Demonstranten mit juristischen Falschaussagen zum Zweck der Behinderung von Aufnahmen als „Unsinn“ und „dicht an einer Nötigung dran“. Gemäß Frontal21 zeigt das Videomaterial, dass Strafanzeigen erst nach der Identitätsfeststellung der Journalisten stattgefunden hätten. Dadurch stelle sich die Frage, ob das Vorgehen überhaupt rechtmäßig war. Nach Einschätzung mehrerer Politiker und Experten erhalten sächsische Polizisten keine ausreichenden Schulungen zum Umgang mit Medien, handelten also möglicherweise in Unkenntnis des Medienrechts. Bei der Prüfung stieß ein Mann dazu, der mutmaßlich René Seyfried aus dem Dresdner Vorort Freital ist; die Sächsische Zeitung verglich später die Aufnahmen von Frontal21 mit Filmmaterial aus ihrem Archiv. Seyfried war Mitorganisator der fremdenfeindlichen Proteste in Freital. Dieser behauptete, von dem Kameramann beleidigt worden zu sein, und erstattete Anzeige. Daraufhin wurden die Ausweise noch einmal ausgiebig geprüft und die Filmaufnahmen dadurch insgesamt rund 45 Minuten lang behindert. Die Filmaufnahmen von Frontal21 belegen jedoch, dass ein anderer Passant und nicht der Kameramann Seyfried beschimpfte. Dieser zog am Folgetag die Anzeige zurück.
Wie später das Sächsische Staatsministerium des Innern informierte, handelte es sich bei dem Mann mit Anglerhut um den LKA-Mitarbeiter Maik G., der privat an der Demonstration teilgenommen hatte. Da G. beruflich Zugang zu internen polizeilichen Datenbanken hatte, wurde eine Überprüfung seiner Vernetzung mit der rechten Szene und dienstrechtliche Konsequenzen – Angestellte im öffentlichen Dienst sind auf die freiheitlich-demokratische Grundordnung mit Pressefreiheit vereidigt – angekündigt. Der Tagesspiegel berichtete über ein Gespräch des LKA mit seinem Tarifangestellten, einvernehmlich solle G. ab 3. September 2018 „bis auf Weiteres eine andere, adäquate Tätigkeit außerhalb der Polizei Sachsen wahrnehmen“. Mögliche arbeitsrechtliche Verstöße würden weiterhin geprüft.

## Juristische Bewertung
Laut Gernot Lehr, Fachanwalt für Medienrecht, entsteht durch das wiederholte Verlangen des Vorzeigens der Personal- und Presseausweise eine unverhältnismäßige Behinderung der freien Presse, da die Dokumente bereits beim ersten Mal vorlagen. Darüber hinaus hält er das Filmen des Pegida-Demonstranten für gerechtfertigt, da dieser sich durch sein offensives Verhalten – er scherte aus der Gruppe aus und ging frontal auf die Kamera zu – selbst zu einer Person der Zeitgeschichte gemacht habe. Nur um die Dokumentation der Demonstration zu behindern, habe der Demonstrant sich in die Öffentlichkeit begeben.
Was die Forderung des LKA-Mitarbeiters hinsichtlich Rechtes am eigenen Bild angeht, so steht ihm dieses nach § 22 Kunsturhebergesetz natürlich zu; nur wird das ausdrücklich vom folgenden § 23 wieder eingeschränkt – es gilt gemäß Absatz 1 Nr. 3 nicht für „Bilder von Versammlungen, Aufzügen und ähnlichen Vorgängen, an denen die dargestellten Personen teilgenommen haben“.
Maik G.s Anwalt, der AfD-Politiker Maximilian Krah, reichte im Februar 2020 Klage beim Landgericht Dresden ein. Laut Krah, der eine Entschädigung von „nicht unter 20.000 Euro“ anstrebe, gehe es um eine Medienrechts- und Persönlichkeitsverletzung.

## Reaktionen
Am 23. August 2018 ließ Angela Merkel verlauten, dass solche Aufnahmen erlaubt sind und ein Demonstrant „damit rechnen muss, aufgenommen zu werden“.
Viele Medienvertreter sehen den Eingriff der Polizei als einen Angriff auf die Pressefreiheit, ein in Deutschland und der EU geschütztes Grundrecht. Der Journalistenverband stellte sich auf die Seite der Reporter. Michael Kretschmer (CDU), Ministerpräsident des Freistaates Sachsen, teilte am 18. August 2018 mit, dass allein die Polizei „seriös“ aufgetreten sei. Dafür stand er in der Kritik. Nach Darstellung des ZDF bat der Präsident der Dresdner Polizei Frontal 21 am 24. August um Entschuldigung. Der Fraktionsvorsitzende der sächsischen CDU im Landtag, Frank Kupfer, griff die am Filmen gehinderten Journalisten mit den Worten „Öffentlich rechtliche … dafür bezahlen wir Beiträge“ noch deutlicher an. Der sächsische CDU-Landtagsabgeordnete Sebastian Fischer bezeichnete die Affäre als „kleine Sommerposse… Leider erneute Bestätigung des Gebrülls ‚Lügenpresse‘, Chance zu Vertrauensaufbau erneut verpasst“. Dem widersprach der Vorsitzende der sächsischen CDU-Landesgruppe im Bundestag, Marco Wanderwitz, deutlich: „Es ist keine Bestätigung für Verfassungs- und Demokratiefeinde, die ‚Lügenpresse‘ brüllen. Und es ist auch keine kleine Posse. Artikel 5 steht nicht ohne Grund so weit vorn in unserem Grundgesetz“.
In den sozialen Netzwerken wurde wegen des Vorfalls das Kunstwort „Pegizei“ – auch als Hashtag – geschaffen, ein Kofferwort aus „Pegida“ und (sächsischer) Polizei. Der Ministerpräsident Sachsens, Michael Kretschmer, hielt das für „unverantwortlich“. Als Anspielung auf die Kopfbedeckung von Maik G. kam in den sozialen Medien, in Anlehnung an den Wutbürger, auch das Schlagwort „Hutbürger“ auf. Zahlreiche Fotomontagen und Karikaturen kursieren, in denen visuell auf den auffälligen Hut und andere Accessoires des LKA-Manns angespielt und dabei zum Teil auch ein genereller Zusammenhang zwischen Landespolizei und Pegida hergestellt wird. Der Begriff hat sich anschließend etabliert und wird beispielsweise im Kontext der am 14. Juni 2019 bekannt gewordenen Entschädigungsforderung Maik G.s gegen das ZDF, mithilfe seines Anwalts, dem sächsischen AfD-Vize Maximilian Krah, in vielen Medien verwendet.
Der Politologe Hans Vorländer sagte zu dem Ereignis:

„[Es gibt bei Pegida] bewusste Strategien, um Medienvertreter einzuschüchtern, insofern steht viel auf dem Spiel, und ich glaube die Sachsen, auch die Behörden und die Ministerien oder der Ministerpräsident, sind immer gut beraten, sich immer sehr deutlich auf die Seite von Demokratie und Rechtsstaatlichkeit und Pressefreiheit zu schlagen.“

Der SPD-Politiker Albrecht Pallas wollte die am Arbeiten gehinderten ZDF-Reporter in einer Sondersitzung des Innenausschusses seines Landtags anhören, damit die Mitglieder sich selbst ein Bild machen. Ausdrücklich stellte der gelernte Polizist fest, dass der Vorgang kein Zufall sei. Vielmehr erkenne er darin „ein System“, dass

„es eine neue Strategie der Rechten ist, durch gezielte Anzeigen bei Versammlungen Journalisten und Polizisten zu binden und dadurch das Geschehen zu verkomplizieren.“

Jan Böhmermann thematisierte den Vorfall Ende August 2018 in seiner Sendung Neo Magazin Royale im Lied Es gibt keine Nazis in Sachsen.
Preisträger des Preises für die Freiheit und Zukunft der Medien sind im Jahre 2019 unter Bezugnahme auf die „langwierige Polizeikontrolle“ unter anderem zwei von dem Vorfall betroffene Journalisten. In der Begründung heißt es: „Der Arbeit von Arndt Ginzel und Gerald Gerber ist es zu verdanken, dass die Diskussion über Fragen der Pressefreiheit, den Schutz von Journalisten und den Umgang mit gewaltbereiten Kritikern journalistischer Arbeit in Deutschland verstärkt geführt wird.“
Im August 2019 benutzte Der Spiegel den Anglerhut in Schwarz-Rot-Gold auf seiner Titelseite als Symbol. Der Titel lautete: „So isser, der Ossi.“ Unterzeile: „Klischee und Wirklichkeit: Wie der Osten tickt – und warum er anders wählt.“